# Doxocopa reducta
Doxocopa reducta är en fjärilsart som beskrevs av Johannes Karl Max Röber 1916. Doxocopa reducta ingår i släktet Doxocopa och familjen praktfjärilar. Inga underarter finns listade i Catalogue of Life.